# 和平统一方针

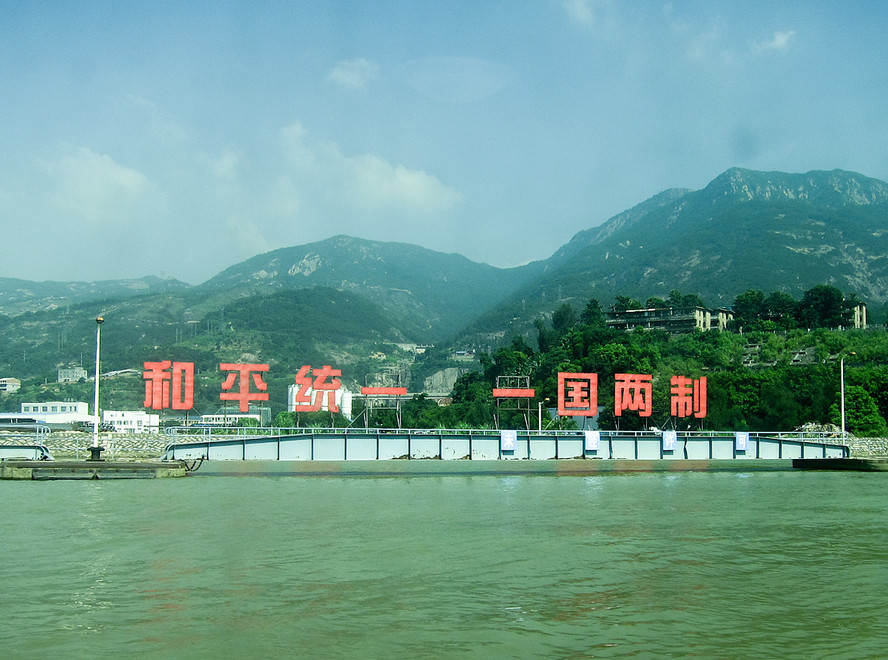
福州市马尾区海岸在正对中华民国实际控制的馬祖列島处竖立有“和平统一 一国两制”的标语。

和平统一，又称和平统一台湾、和平解放台湾、和统，指以和平方式，由中華人民共和國統一台灣，是1978年改革开放以后，中国共产党和中华人民共和国政府解决臺灣問題的基本方针。主張中华人民共和国与中華民國结束敌对状态，通过接触谈判，以和平方式实现中国统一。海峽兩岸關係语境下。最早可追溯到，1955年5月中华人民共和国国务院总理周恩来公开提出的争取“用和平的方式”解决臺灣問題。相對而言，以武力方式統一台灣，為武力統一，又稱武統。
中华人民共和国政府以“和平统一、一国两制”为基本方针，同时不承诺放弃使用武力，採取和戰兩手策略。

## 历史沿革
1949年后，兩岸分治，朝鲜战争爆发后美軍協防台灣。中华人民共和国方面试图解放台湾，但未成功。1955年4月，中华人民共和国国务院总理周恩来访问缅甸期间与缅甸总理吴努会谈时说：“如果美军撤退，我们可能用和平的方式解放台湾，如蒋介石接受，我们欢迎他派代表来北京谈判”；“只要蒋介石同意中国的和平与统一，同意和平解放台湾，并且派代表来北京谈判，我们相信即使蒋介石本人，中国人民也可以宽恕他”。5月，国务院总理周恩来在第一届全国人民代表大会常务委员会会议上提出：中国人民解决台湾问题有两种可能的方式，即战争的方式和和平的方式，中国人民愿意在可能的条件下，争取用和平的方式解决问题。这是中华人民共和国领导人第一次公开提出和平解放台湾的主张。
1956年后因中华人民共和国政治局势稳定需要，中国共产党中央委员会主席毛泽东、国务院总理周恩来在不同场合阐明了和平解放台湾的具体方针政策，要点是：1.省亲会友，来去自由；2.既往不咎，立功受奖；3.国共合作，爱国一家；4.和平解放，互不破坏。1958年，中國發動金門砲戰，希望用戰爭手段逼使台灣投降。在美國支持下，中華民國政府堅守金門。毛澤東再度指示方針轉為和統，1963年，周恩来将对台政策归纳为“一纲四目”。
1970年代，中华人民共和国的国内、国外政治环境发生变化。1979年1月1日，中华人民共和国国防部部长徐向前发表《国防部关於停止对大金门等岛屿炮击的声明》，持续超过二十年的金门炮战结束。同日，全国人民代表大会常务委员会发表《告台湾同胞书》，对外宣告中华人民共和国政府和平解决台湾问题的大政方针，呼吁两岸就结束军事对峙状态进行商谈。1981年9月，全国人民代表大会常务委员会委员长叶剑英提出「有關和平統一臺灣的九條方針政策」——葉九條。1980年代，中华人民共和国领导人邓小平对外多次阐述“一国两制”。和平统一、一国两制逐成为中华人民共和国政府解决台湾问题的基本方针。香港《文汇报》与邓六条相关社论中指邓小平表示“如果能够统一，[中华人民共和国]国号也可以改”。但《人民日报》的相关报道未提及这一主张。
1992年10月12日，时任中共中央总书记江泽民指出：“我们坚定不移地按照‘和平统一、一国两制’的方针，积极促进祖国统一。”1995年1月30日，江泽民发表对台讲话（江八点），其中之一，即是进行海峡两岸和平统一谈判。2005年3月4日，时任中共中央总书记胡锦涛，发表对台讲话（胡四点），其二，争取和平统一的努力绝不放弃。
2010年代，中国大陆民众和舆论由支持和平统一台湾转向武力统一台湾。2019年1月2日，中共中央总书记习近平在《告台湾同胞书》发表40周年纪念会上，发表“习五条”，第一至第五条都提及“和平统一”，同时，第三条表明“不承诺放弃使用武力”。2020年，时任中華民國總統蔡英文再次赢得选举，获得连任，两岸关系持续紧张。中华人民共和国学界对台方面武统台湾的论调达到高峰。2021年3月25日，习近平到福建视察，指示要“勇于探索海峡两岸融合发展新路”。“融合发展”变成两岸关系的新名词。同年7月1日，中国共产党成立100周年庆祝活动中，习近平“推进祖国和平统一进程”的谈话为对台政策定调。武统台湾的论调在学术场合“几乎消声匿迹”，“反独促统”成为学术界的主基调。

## 基本内容
中華人民共和國政府对“和平统一、一国两制”方针的的基本内容有数个内容相近的阐述。主要内容是中华人民共和国政府与中華民國政府进行和平谈判，即通过接触谈判，以和平方式实现国家统一。
“两岸应尽早接触谈判。在一个中国的前提下，什么问题都可以谈，包括谈判的方式，参加的党派、团体和各界代表人士，以及台湾方面关心的其他一切问题”，“鉴於两岸的现实状况，中国政府主张在实现统一之前，双方按照相互尊重、互补互利的原则，积极推动两岸经济合作和各项交往，直接进行通邮、通商、通航和双向交流，为国家和平统一创造条件。”而解决台湾问题，寄希望于台湾当局，更寄希望于台湾人民。

## 台湾立场
- 馬英九在2008年總統大選中提出不統、不獨、不武，拒絕承諾推動两岸統一。卸任總統后，馬英九于2018年提出“不排斥统一，不支持台独，不使用武力”。

- 2013年的TVBS民調中心電話訪問民調中指出如果海峽兩岸關係只有一種選擇時，有71%的民眾希望臺灣能夠獲得獨立，有18%的受訪者傾向與中國大陸統一[9]。
- 新党主张兩岸和平統一，并于2019年8月17日公布「一國兩制台灣方案」。

## 备注
1. ↑  相关原文：(四)和平谈判。通过接触谈判，以和平方式实现国家统一，是全体中国人的共同心愿。[……]为结束敌对状态，实现和平统一，两岸应尽早接触谈判[……][4]